# Jo&Joe
Jo&Joe est une marque hôtelière à bas coûts appartenant au groupe Accor. L'enseigne propose une offre entre auberge de jeunesse et hôtel destinée aux milléniaux.

## Histoire
Fin septembre 2016, AccorHotels annonce le lancement de Jo&Joe, une chaîne d'hôtels visant à répondre aux usages des milléniaux. En partie développée par trois étudiants, l'hôtel Jo&Joe, à mi-chemin entre auberge de jeunesse et hôtel, propose des horaires libres, des chambres modulables à partir de 25 euros par personne, des espaces collectifs, et une application mobile. C'est la première fois depuis la création de Formule 1 en 1985 qu'AccorHotels crée une marque ex nihilo. Le terme « hôtel » est remplacé par « Open House ».
En mai 2017, Jo&Joe ouvre son premier établissement à Hossegor,.
En juin 2018, Accor annonce l'implantation de Jo&Joe au Brésil avec le lancement des travaux d'un établissement de 350 lits. En janvier 2019, Jo&Joe pose un stand au milieu du Citadium de Paris pour y recruter ses prochains collaborateurs.
En avril 2019, Jo&Joe ouvre le deuxième établissement de l'enseigne à Gentilly. L'hôtel compte un mur à bière self-service, et le lit est à partir de 25 euros. Lors de sa construction, le bâtiment de Gentilly reçoit la certification BBCA (bâtiment bas carbone) pour sa structure en bois lamellé-collé et son architecture énergétique.